# Železník (okres Svidník)
Železník je obec v okrese Svidník v Prešovském kraji na Slovensku. V obci žije 462 počet obyvatel.

## Poloha
Obec leží na jižním okraji Nízkých Beskyd v údolí řeky Topľa. Mírně zvlněný reliéf je v severní odlesněné části rovinatý a má nadmořskou výškou v rozmezí 170 až 400 m n. m., střed obce je ve výšce 180 m n. m. Území je tvořeno Souvrstvími třetihorního flyše a čtvrtohorní naplaveniny řeky Topľa.
Obec sousedí na severu s katastrálním územím města Giraltovce, na východě s obcí Mičakovce, na jihu s obcí Babie (okres Vranov nad Topľou) a na západě s obcí Kračúnovce.

## Historie
První písemná zmínka o obci pochází z roku 1382, kde je uváděná pod názvem Vasaspathak (v maďarštině Železný potok). Pozdější názvy obce jsou Vespathak v roce 1427, Zelezník z roku 1773 a od roku 1786 Železník. Maďarsky název je Vaspataka. Vesnice náležela pod panství Chmelov, které v roce 1382 vlastnili drienovští Abovci. Obec byla v rukou dalších majitelů, v 19. století to byli Semseyové a Ferenczyové. V roce 1427 obec platila daň z 25 port. V roce 1878 žilo v 30 domech 225 obyvatel, v roce 1828 bylo v obci 34 domů a 277 obyvatel.
Hlavní obživou bylo zemědělství.
Administrativně obec náležela pod šarišskou župu, později pod okres Giraltovce v Prešovském kraji. Od roku 1960 do roku 1968 náležela pod okres Bardejov ve Východoslovenském kraji. Od roku 1968 náleží pod okres Svidník ve Východoslovenském kraji, od roku 1990 v Prešovském kraji.

## Partnerská obec
Partnerskou obcí je osada Železník v okrese Revúca.